# Holz (Lindlar)
Die kleine Hofschaft Holz ist ein Ortsteil der Gemeinde Lindlar, Oberbergischer Kreis, im Regierungsbezirk Köln in Nordrhein-Westfalen (Deutschland).

## Lage und Beschreibung
Holz liegt südwestlich von Lindlar an der Gemeindegrenze zu Engelskirchen nahe der Erhebung Hölzer Kopf.
Aufgrund § 14 des Köln-Gesetzes wurde 1975 der Ortsteil Holz der Gemeinde Engelskirchen, in Lindlar eingemeindet. Dadurch wurden der Lindlarer Teil mit dem Engelskirchener Teil zu einer Ortschaft. Die Gemeindegrenze zu Engelskirchen verläuft heute südlich von Holz.
Die Hofschaft ist über eine Verbindungsstraße erreichbar, die bei Unterheiligenhoven von der Landesstraße L299 abzweigt, einen Bogen nach Voßbruch schlägt und auch Wiedfeld, Dutztal, Tannenhof, Eibachhof und den Segelflugplatz Lindlar anbindet.

## Geschichte
Der Hof Holz entstand vermutlich während der frühen Rodezeit der Besiedelung Lindlars. 1830 lebten in Holz 22 Menschen.

## Wander- und Radwege
- Der Wanderweg Rund um Lindlar durchläuft den Ort.
- Der Ortsrundwanderweg A3 durchläuft den Ort.
- Der Ortswanderweg von Ommerborn nach Holz, eine Querspange des Wanderwegs Rund um Lindlar, endet hier.
- Der Ortsrundwanderweg O Rund  um Wüstenhof durchläuft den Ort.
- Die SGV-Hauptwanderstrecke X11a von Bergisch Gladbach nach Niederseßmar, Rheinischer Weg genannt, durchläuft den Ort.

## Wirtschaft und Industrie
In Holz gibt es ein Hotel und eine Gastwirtschaft. Eine weitere Gaststätte, die „Holzer Alm“ am oberen Ortsausgang, hat ihren Betrieb eingestellt.